# The Crown (Band)
The Crown ist eine schwedische Thrash-/Death-Metal-Band aus Trollhättan.

## Geschichte

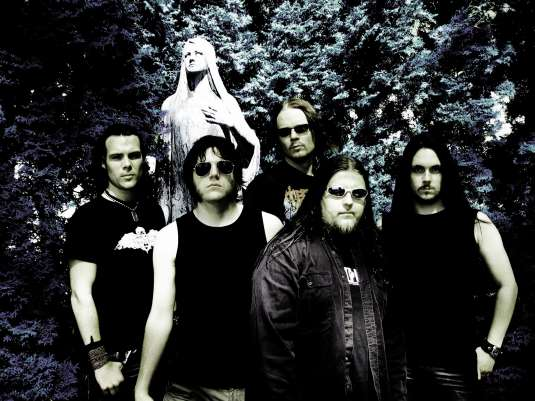
Promo-Bild, 2003

The Crown wurde 1990 als Crown of Thorns von Johan Lindstrand (Gesang), Marko Tervonen (Gitarre), Robert Österberg (Gitarre), Magnus Olsfelt (Bass) und Janne Saarenpää (Schlagzeug) gegründet. Noch bevor das zweite Demo Forget the Light eingespielt wurde, verließ Gitarrist Robert Österberg die Band und wurde durch Marcus Sunesson ersetzt.
Die Band unterschrieb schließlich bei Black Sun Records und veröffentlichte das Debütalbum The Burning (1995), das Slayer-Cover Mandatory Suicide und das zweite Album Eternal Death (1997). Im Juli 1997 musste die Band sich in The Crown umbenennen, da sich eine US-amerikanische Band bereits die Rechte für den Namen Crown of Thorns gesichert hatte.
Im Januar und Februar 1998 ging die Band unter dem neuen Namen auf Tournee und erweckte das Interesse eines Mitarbeiters von Metal Blade Records. Nach einem Vertragsabschluss und Auftritten auf mehreren Festivals im Sommer 1998 brachte die Band mit Hell Is Here 1999 ihr drittes Studioalbum heraus. Zur Promotion des Albums ging die Band auf die No Mercy Tour III, zu der auch ein Auftritt auf dem Wacken Open Air gehörte. Im Juni 1999 nahm die Band in den Los Angered Studios in Göteborg das Bathory-Cover Burnin’ Leather für den Sampler Power from the North – Sweden Rocks the World auf, der 2000 erschien; produziert wurde das Lied von Andy LaRoque. Im Winter 1999 nahm die Band im Studio Fredman ihr viertes Albums Deathrace King auf, an den Aufnahmen wirkten Gastmusiker wie Tomas „Tompa“ Lindberg (Skitsystem, At the Gates) und Mika Luttinen (Impaled Nazarene) mit. Während der Aufnahmen erkrankten mehrere Mitglieder der Band, sodass die Aufnahmezeit statt der geplanten drei Wochen über zwei Monate betrug. Anfang 2001 stieg Sänger Johan Lindstrand aus und wurde durch Lindberg ersetzt. Nach Auftritten auf Festivals im Sommer nahm die Band ihr fünftes Album Crowned in Terror auf, das am 8. April 2002 erschien. Zusammen mit Darkest Hour ging The Crown auf US-Tournee; nach dieser wurde Lindberg aus der Band entlassen, laut Biographie wollte er selbst sie jedoch ebenfalls verlassen, sodass das Ende der Zusammenarbeit auf Gegenseitigkeit beruhte. Da die Band noch für einige Festivals gebucht war, nahm sie Johan Lindstrand wieder auf und stellte damit ihre Gründungsbesetzung wieder her.
Nach kleineren Tourneen in Finnland und Italien sowie einer zweiwöchigen Europatournee nahm die Band im Mai 2003 das letzte reguläre Studioalbum auf, das zu ihrem dreizehnjährigen Bestehen entstand, dreizehn Lieder enthielt und entsprechend den Titel Possessed 13 bekam.
Am 7. März 2004 gab die Band ihre Auflösung bekannt. Zum Abschied nahm die Band Crowned in Terror neu auf und veröffentlichte es unter dem Titel Crowned Unholy. Der Gesang auf Crowned Unholy wurde dabei von Johan Lindstrand eingesungen und auch die Bassspuren wurden neu eingespielt. Das Album wurde damit neu gemastert und gemixt. Zusätzlich wurde eine Bonus-DVD beigelegt, die ein komplettes Konzert in Karlsruhe mit sich bringt.
Im Sommer 2004 gründete Johan Lindstrand eine neue Band namens One Man Army and the Undead Quartet, die er aber 2012 zugunsten von The Crown wieder aufgab.
2006 erschien die The-Crown-DVD 14 Years of No Tomorrow.
Am 1. Dezember 2009 verkündete die Band ihre Wiedervereinigung auf ihrer Homepage. Neuer Sänger wurde Jonas Stålhammar (God Macabre, Macabre End, Abhoth), welcher bereits zuvor mit den restlichen Mitgliedern in der Band Dobermann spielte. Am 24. September wurde mit diesem das neue Album Doomsday King veröffentlicht.
Im Herbst 2011 wurde Jonas Stålhammar wieder durch Johan Lindstrand ersetzt. Damit besteht die Band nun wieder in ihrer alten Besetzung. 2015 erschien das Album Death Is Not Dead. Das nächste Album Cobra Speed Venom wurde im März 2018 veröffentlicht. Im März 2021 wurde das Album Royal Destroyer veröffentlicht.
Im Februar 2022 gab die Band den Ausstieg ihres Gründungsmitglieds Magnus Olsfeldt bekannt. Ende desselben Jahres trat Mikael Norén die Nachfolge von Schlagzeuger Henrik Axelsson an.

## Stil
Die Musik von The Crown ist eine aggressive Mischung aus einer melodischeren Variante des Death Metal und dem Thrash Metal. Im Petrified wurde ihre erste Demoaufnahme Forever Heaven Gone als „wirklich brutaler schwedischer Death Metal“ beschrieben, der nicht den typischen schwedischen Klang habe, wie er von Bands wie Entombed und Dismember bekannt war. Im Gegenteil wurde ihr aggressiver Stil mit schweren Riffs und tiefem kräftigem Gesang mit dem Florida Death Metal verglichen. Der Band selbst zufolge wurde der Stil der zweiten Demoaufnahme Forget the Light als perfekte Mischung aus dem amerikanischen und skandinavischen Stil bezeichnet.
Die Texte handeln von „diabolische[r] Blasphemie, […] Tod, Dunkelheit, Zerstörung, Revolution, Krieg, Drogen, Sex, schwarzer Magie und natürlich Rock´n´Roll“. Metalion beschrieb The Crown als „eine weniger philosophische, unnachgiebige Thrash-Band“, insofern sei auch ihr Lied über Jon Nödtveidt von Dissection und den Mord, an dem er beteiligt war, das Nödtveidt nicht abstemple, sondern mehr ein Tribut an ihn sei, interessant. Volkmar Weber vom Legacy bezeichnete es als überraschend, „welchen Tiefgang die Texte besitzen, verbergen sie sich doch zunächst hinter recht platten Metal-‚in-the-face‘-Klischee-Hämmern wie ‚Blitzkrieg Witchcraft‘, ‚Total Satan‘ oder meinetwegen auch ‚Executioner – Slayer Of The Light‘ - tiefschürfende Innenansichten und Lebenshaltungen von Leuten, die wissen was sie sagen“.

## Diskografie

### Studioalben
- 1995: The Burning (als Crown of Thorns)
- 1997: Eternal Death (als Crown of Thorns)
- 1999: Hell Is Here
- 2000: Deathrace King
- 2002: Crowned in Terror
- 2003: Possessed 13
- 2004: Crowned Unholy
- 2010: Doomsday King
- 2015: Death Is Not Dead
- 2018: Cobra Speed Venom
- 2021: Royal Destroyer
- 2024: Crown Of Thorns

### Videoalben
- 2006: 14 Years of No Tomorrow

### Demos
- 1993: Forever Heaven Gone (als Crown of Thorns)
- 1994: Forget the Light (als Crown of Thorns)

### Beiträge für Sampler
- 1995: Mandatory Suicide auf Slatanic Slaughter (als Crown of Thorns)
- 1998: Arise auf Sepultural Feast – A Tribute to Sepultura
- 2000: Burnin’ Leather auf Power from the North – Sweden Rocks the World (Original: Bathory)